# Тулос (озеро, Муезерский район)
Ту́лос — российское озеро в Муезерском районе Республики Карелия.
Расположено вблизи российско-финляндской границы на водоразделе Балтийского и Белого морей.
Площадь поверхности — 95,7 км². Высота над уровнем моря — 157 м. На озере 141 остров общей площадью 10,9 км². Бассейн озера (832 км²) включает около 500 небольших озёр общей площадью 171 км² и 110 малых рек и проток между озёрами. На северном берегу озера располагался посёлок Тулос.
Вода в озере слабо минерализована (минерализация 10 мг/л) смешанного сульфатно-гидрокарбонатного класса, группы Na. Характеризуется низким уровнем содержания биогенных элементов.

## Бассейн Тулоса
В Тулос впадает река Короппи, а также протоки из озёр:
- Айтозеро
- Малое Айтозеро
- Кивиярви
- Козля
- Перюкс
- Руголампи
- Тужиозеро
- Сигаярви
- Сяргиярви
- Сяргоярви
- Хатало
- Шуарыярви
- Эрспоярви
- Юнгилампи
- Мурдоярви

Вытекает река Тула.
Из ихтиофауны в озере водится 11 видов рыб, среди которых: кумжа, хариус, сиг, ряпушка, окунь, плотва, щука, елец, ёрш, уклейка, подкаменщик.
Код объекта в государственном водном реестре — 01050000111102000010960.